# Pee-wee's Big Holiday
Pee-wee's Big Holiday es una película estadounidense de 2016 dirigida por John Lee y escrita por Paul Reubens y Paul Rust y protagonizada por Reubens como Pee-wee Herman y Joe Manganiello como él mismo. La película fue estrenada el 18 de marzo de 2016 en la plataforma Netflix y ha recibido reseñas positivas de la crítica, con una aprobación del 82% en el sitio Rotten Tomatoes. Es la tercera y última entrega de la serie de películas protagonizada por Pee-wee Herman, así como también la última película que realizó Paul Reubens antes de su fallecimiento siete años después.

## Sinopsis
Pee-wee Herman es un residente del pequeño pueblo de Fairville y trabaja como cocinero en Dan's Diner, donde es muy querido por los locales. Conoce y se hace amigo del actor Joe Manganiello, quien lo convence de abandonar Fairville por primera vez en su vida para viajar a la ciudad de Nueva York y asistir a su gran fiesta de cumpleaños.

## Reparto
- Paul Reubens es Pee-wee Herman.
- Joe Manganiello es él mismo.
- Jessica Pohly es Pepper.
- Alia Shawkat es Bella.
- Stephanie Beatriz es Freckles.
- Brad William Henke es Grizzly Bear Daniels.
- Hal Landon Jr. es Brown
- Diane Salinger es Penny King.
- Patrick Egan es Gordon.
- Tara Buck es Beverly.
- Richard Riehle es Dan.
- Leo Fitzpatrick es Abe.
- Christopher Heyerdahl es Ezekiel.
- Monica Horan es Ruby.
- Brian Palermo es Marvin.
- Josh Meyers es Sylvester.